# Batalha de São Vicente
A Batalha de São Vicente foi um confronto naval que ocorreu ao largo de São Vicente, no Brasil português, em 3 de fevereiro de 1583, durante a Guerra Anglo-Espanhola. O conflito ocorreu entre entre três navios ingleses (incluindo dois galeões) e três galeões espanhóis. Os ingleses comandados por Edward Fenton estavam em uma expedição que não conseguiu entrar no Pacífico. Então tentaram negociar com o Brasil português, mas foram interceptados por um esquadrão espanhol destacado sob o comando do Comodoro Andrés de Equino. (também conhecido como Andres de Eguino ou Andrés Higino). Depois de uma batalha ao luar brevemente interrompida por uma tempestade, os espanhóis foram derrotados com um galeão afundado e outro fortemente danificado, juntamente com pesadas perdas. Fenton então tentou retomar o comércio, mas sem sucesso, tendo retornado à Inglaterra.

## Antecedentes
Em junho de 1582, após um atraso incômodo, uma expedição inglesa partiu para chegar ao Mar da China Meridional através do Cabo da Boa Esperança em uma viagem de exploração. Seu comandante era o capitão Edward Fenton, sendo sua nau capitânia o galeão de 400 toneladas Leicester (ex-galeão Bear). O o seu segundo em comando era Sir William Hawkins Jr. (sobrinho de Sir John Hawkins). Seguindo Fenton estava o galeão de 300 toneladas Edward Bonaventure, sob o comando de Luke Warde; a pinaça Elizabeth sob o comando de Thomas Skevington e a barca de 40 toneladas Francis sob o comando de John Drake (sobrinho de Sir [[Francis Drake). O capelão da frota Richard Madox registrou os acontecimentos da viagem em um diário.
Em 11 de dezembro de 1582, Fenton chegou ao largo do Brasil português, tendo o plano original sido alterado com a esperança de passar pelo Estreito de Magalhães ao invés do Cabo da Boa Esperança. Em 17 de dezembro, depois de se refrescarem com víveres obtidos em terra, os ingleses avistaram e capturaram a barca espanhola de 46 toneladas Nuestra Señora de Piedad. O navio partiu do Brasil em direção ao Rio da Prata com vinte e um colonos sob o comando de Francisco de Vera. Pelos espanhóis souberam da saída de Pedro Sarmiento de Gamboa do Rio de Janeiro para fortificar o Estreito de Magalhães. Três dias depois, os ingleses liberaram seus prisioneiros e no dia 31 não tinham certeza se conseguiriam vencer o novo assentamento de Sarmiento no Estreito. Fenton, após acalorada discussão com Hawkins, mudou de rumo na mesma noite e rumou para o norte em direção a São Vicente na esperança de fazer comércio com os colonos de lá. Na mesma noite, uma tempestade dispersou os navios, resultando na perda do Francis, de dezoito homens de John Drake, que nunca mais foi visto.
Em 30 de janeiro de 1583, Fenton chegou à baía de São Vicente com o Leicester, o Eduardo Boaventura e a Elizabeth, entrando em negociações com os residentes portugueses da vizinha Santos. O comércio foi recusado porque a Espanha reagiria a isso de forma hostil, porque eles eram então parte da União Ibérica. Fenton seguiu então para São Vicente esperando melhor sorte.

## Batalha

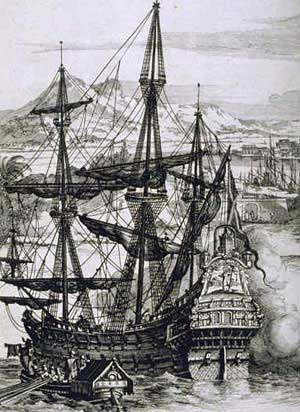
Um típico galeão espanhol.

No dia 3 de fevereiro, três galeões espanhóis, sendo o maior o San Juan Bautista de 500 toneladas, o Santa María de Begona de 400 toneladas e o Concepción de 300 toneladas, entraram na baía de São Vicente. Eles haviam sido destacados da frota de Diego Flores Valdez (segundo em comando de Sarmiento) na Ilha de Santa Catarina para retornar ao Rio de Janeiro. Liderados pelo Comodoro Andrés de Equino, eles tiveram alguns doentes e feridos da expedição espanhola. Sabiam da presença dos navios ingleses por terem alcançado a Piedad por eles libertada.
Às 23h, ao luar, Equino estava pronto para a batalha, avançou e atacou os três navios ingleses. Os ingleses ficaram surpresos com muitos ainda em terra no escuro, mas quando os espanhóis se aproximaram, eles se posicionaram e ancoraram em sete braçass de água perto de um banco de areia. As táticas de combate espanholas durante esse período eram uma tentativa de agarrar e depois abordar os navios inimigos. A tática inglesa, por outro lado, consistia no uso pesado de poder de fogo para subjugar os oponentes.
O Leicester, sendo o navio principal que estava mais próximo quando eles se aproximaram, abriu fogo pesado. Os navios espanhóis foram repelidos e então tentaram ultrapassar o Leicester e atacar o próximo navio, o Edward Bonaventure. Eles foram novamente repelidos com fogo pesado dos canhões ingleses. O combate ao luar continuou com os navios ingleses mantendo-se firmes e repelindo os espanhóis até cerca das 4 da manhã, quando uma tempestade interrompeu a batalha. Os espanhóis cessaram o fogo e partiram para efetuar os reparos, com os ingleses fazendo o mesmo e reunindo o resto dos homens em terra.
Ambos os lados não tinham ideia dos danos que haviam causado um ao outro até o amanhecer do dia seguinte. Os ingleses, como resultado de seu poder de fogo, puderam então ver que o navio espanhol Begonia havia afundado, revelando apenas seus mastros em águas rasas. Então, às 10h da manhã, os dois galeões de Equino voltaram a atacar, mas foram novamente repelidos pelos navios ingleses ancorados.
Finalmente, os espanhóis, com o aumento das baixas e a falta de munição, interromperam a luta e saíram para o mar antes de recuar em direção a Santos. Os navios de Fenton, também com pouca munição, foram vitoriosos e permaneceram mais um tempo na barra.

## Consequências
A batalha custou oito ingleses mortos e vinte feridos e apenas danos moderados aos seus navios. Um indígena que embarcou no Leicester disse a Fenton que os espanhóis que desembarcaram em Santos, mais abaixo, sofreram muito. Assim como o Begônia afundou com a morte de 32 homens, o galeão Concepción foi fortemente danificado, elevando o total para quase cem mortos e muitos mais feridos. O indígena disse ainda que os espanhóis transportaram várias vezes as vítimas para a costa em três pequenos barcos.
Os navios de Fenton permaneceram em São Vicente apenas o resto do dia tentando pelo menos fazer algum comércio, mas a resposta portuguesa foi a mesma de antes.  Fenton, temendo mais navios espanhóis, mudou-se para o Espírito Santo, onde a notícia da batalha foi recebida, mas com sentimentos contraditórios por parte da população e o comércio foi novamente recusado. Desapontado, Fenton percebeu que o comércio com os portugueses aqui estava no fim. Com os suprimentos acabando além de brigas com Hawkins, decidiu navegar para a Inglaterra. Fontes espanholas argumentam que, mesmo derrotado, a ação de De Equino foi fundamental na decisão de Fenton de se retirar.
O Edward Bonaventure de Warde separou-se dos seus companheiros em 8 de fevereiro e navegou sozinho em direção à Inglaterra. Após tocar na Ilha de Fernando de Noronha, Fenton então chegou a Salvador para se refrescar antes de retornar à Inglaterra. Richard Maddox morreu no dia 27, mas seu diário provou ser inestimável e agora está preservado no Museu Britânico.